# Scapania gracilis
Scapania gracilis là một loài rêu tản trong họ Scapaniaceae. Loài này được Lindb. miêu tả khoa học lần đầu tiên năm 1873.